# 鏡野町
鏡野町（日语：／ Kagamino chō */?）位於是日本岡山縣北部，與鳥取縣接壤的行政區劃。

## 人口
| 鏡野町人口分布圖 |                                               |  |
| 鏡野町與日本全國年齡別人口分布比較圖 （2005年資料） | 鏡野町的年齡、男女別人口分布圖 （2005年資料） |  |
| ■紫色是鏡野町 ■綠色是全国 | ■藍色是男性 ■紅色是女性                       |  |
| 鏡野町人口變化 \| 1970年 \| 18,280人 \| \| \| 1975年 \| 17,377人 \| \| \| 1980年 \| 17,493人 \| \| \| 1985年 \| 17,457人 \| \| \| 1990年 \| 16,500人 \| \| \| 1995年 \| 15,731人 \| \| \| 2000年 \| 15,091人 \| \| \| 2005年 \| 14,059人 \| \| \| 2010年 \| 13,580人 \| \| \| 2015年 \| 12,847人 \| \| \| 2020年 \| 12,062人 \| \| |                                               |  |
| 資料來源：日本總務省統計中心提供之人口普查數據 |                                               |  |
| 1970年 | 18,280人                                      |  |
| 1975年 | 17,377人                                      |  |
| 1980年 | 17,493人                                      |  |
| 1985年 | 17,457人                                      |  |
| 1990年 | 16,500人                                      |  |
| 1995年 | 15,731人                                      |  |
| 2000年 | 15,091人                                      |  |
| 2005年 | 14,059人                                      |  |
| 2010年 | 13,580人                                      |  |
| 2015年 | 12,847人                                      |  |
| 2020年 | 12,062人                                      |  |

## 歷史

### 年表
- 1889年6月1日：實施町村制，現在的轄區在當時分屬：
  - 西西條郡：芳野村、鄉村、大野村、小田村、中谷村、富村（日语：富村）、上齋原村（日语：上齋原村）、奧津村、久田村、泉村、羽出村。
  - 西北條郡：香香美北村、香香美南村 。
- 1900年4月1日：西西條郡、西北條郡、東南條郡、東北條郡合併為苫田郡。
- 1952年11月10日：芳野村、大野村、小田村、中谷村、香香南村、香香美北村合併為鏡野町。[2]
- 1955年1月1日：鄉村被併入境野町。
- 1955年3月31日：泉村和久田村合併為苫田村。（2町6村）
- 1959年4月1日：奧津村、羽出村、苫田村合併為奥津町（日语：奥津町）。
- 2005年3月1日：奧津町、富村、上齋原村、鏡野町合併為新設置的鏡野町。

### 變遷表
| 1889年 6月1日 | 1889年 - 1926年 | 1926年 - 1954年       | 1955年 - 1989年         | 1955年 - 1989年     | 1989年 - 現在       | 現在                |
| ------------- | --------------- | --------------------- | ----------------------- | ------------------- | ------------------- | ------------------- |
| 香香美北村    | 香香美北村      | 1952年11月10日 鏡野町 | 1952年11月10日 鏡野町   | 鏡野町              | 2005年3月1日 鏡野町 | 2005年3月1日 鏡野町 |
| 香香美南村    |                 | 1952年11月10日 鏡野町 | 1952年11月10日 鏡野町   | 鏡野町              | 2005年3月1日 鏡野町 | 2005年3月1日 鏡野町 |
| 芳野村        |                 | 1952年11月10日 鏡野町 | 1952年11月10日 鏡野町   | 鏡野町              | 2005年3月1日 鏡野町 | 2005年3月1日 鏡野町 |
| 大野村        |                 | 1952年11月10日 鏡野町 | 1952年11月10日 鏡野町   | 鏡野町              | 2005年3月1日 鏡野町 | 2005年3月1日 鏡野町 |
| 小田村        |                 | 1952年11月10日 鏡野町 | 1952年11月10日 鏡野町   | 鏡野町              | 2005年3月1日 鏡野町 | 2005年3月1日 鏡野町 |
| 中谷村        |                 | 1952年11月10日 鏡野町 | 1952年11月10日 鏡野町   | 鏡野町              | 2005年3月1日 鏡野町 | 2005年3月1日 鏡野町 |
| 鄉村          | 鄉村            | 鄉村                  | 1955年1月1日 併入鏡野町 | 鏡野町              | 2005年3月1日 鏡野町 | 2005年3月1日 鏡野町 |
| 奧津村        | 奧津村          | 奧津村                | 奧津村                  | 1959年4月1日 奧津町 | 2005年3月1日 鏡野町 | 2005年3月1日 鏡野町 |
| 久田村        | 久田村          | 久田村                | 1955年3月31日 苫田村    | 1959年4月1日 奧津町 | 2005年3月1日 鏡野町 | 2005年3月1日 鏡野町 |
| 泉村          |                 |                       | 1955年3月31日 苫田村    | 1959年4月1日 奧津町 | 2005年3月1日 鏡野町 | 2005年3月1日 鏡野町 |
| 羽出村        |                 |                       |                         | 1959年4月1日 奧津町 | 2005年3月1日 鏡野町 | 2005年3月1日 鏡野町 |
| 富村          |                 |                       |                         |                     | 2005年3月1日 鏡野町 | 2005年3月1日 鏡野町 |
| 上齋原村      |                 |                       |                         |                     | 2005年3月1日 鏡野町 | 2005年3月1日 鏡野町 |

## 交通
轄區內無鐵路和高速道路通過。
- 距離最近的車站：院庄車站（津山市的西日本旅客鐵道姬新線）
- 距離最近的交流道：中國自動車道院庄交流道

## 觀光資源
景點
- 奧津溫泉
- 奧津溪
- 恩原高原
- 岩井瀑布（日本名水百選）
- 中林瀑布
- 寺谷瀑布
- 妖精之森美術館

## 姊妹、友好都市

### 日本
- 鏡石町（福島縣）
- 香南市（高知縣）
- 大洗町（茨城縣）
- 三朝町（鳥取縣）[3]

### 海外
- 瑞士伊韋爾東（位於納沙泰爾州，於1998年10月7日締結為友好都市）

## 本地出身之名人
- 片岡鐵兵：小説家

## 外部連結
- （日語） 鏡野町觀光導航 （页面存档备份，存于）